# Gustav Landauer
Gustav Landauer (Karlsruhe, 7 april 1870 - München-Stadelheim, 2 mei 1919) was in Duitsland, rond het einde van de 19e en het begin van de 20e eeuw, een van de belangrijkste theoretici en activisten van het anarchisme. Beïnvloed door Peter Kropotkin vertegenwoordigde hij het anarchocommunisme en was daarnaast pacifist (vgl. ook het anarchopacifisme).
Als tegenstander van de oorlog verzette hij zich vanaf het begin tegen de Eerste Wereldoorlog (1914-1918). Tijdens de revolutionaire toestanden, aan het einde van de oorlog en meteen daarna, bekleedde hij in april 1919 een belangrijke positie in de Münchener Radenrepubliek. Nadat die met geweld was neergeslagen, werd hij tijdens zijn hechtenis vermoord door antirepublikeinse soldaten van het Vrijkorps.

## Levensloop
Landauer werd geboren als tweede kind van een Joodse eigenaar van een schoenenzaak. Hij bezocht het gymnasium in Karlsruhe en studeerde Germaanse talen en filosofie in Heidelberg, Berlijn en Straatsburg. In zijn latere werk blijkt de blijvende invloed van Johann Wolfgang von Goethe en Lev Tolstoj. Hij voelde zich echter tijdens zijn leven ook verbonden met de filosofie van Johann Gottlieb Fichte en Pierre-Joseph Proudhon evenals met de anarchistische theorieën van Michael Bakoenin en Kropotkin. Hij is ook bekend als vertaler van teksten van Shakespeare. Samen met zijn tweede vrouw Hedwig Lachmann vertaalde hij werk van Oscar Wilde, onder andere The Picture of Dorian Gray, in het Duits.

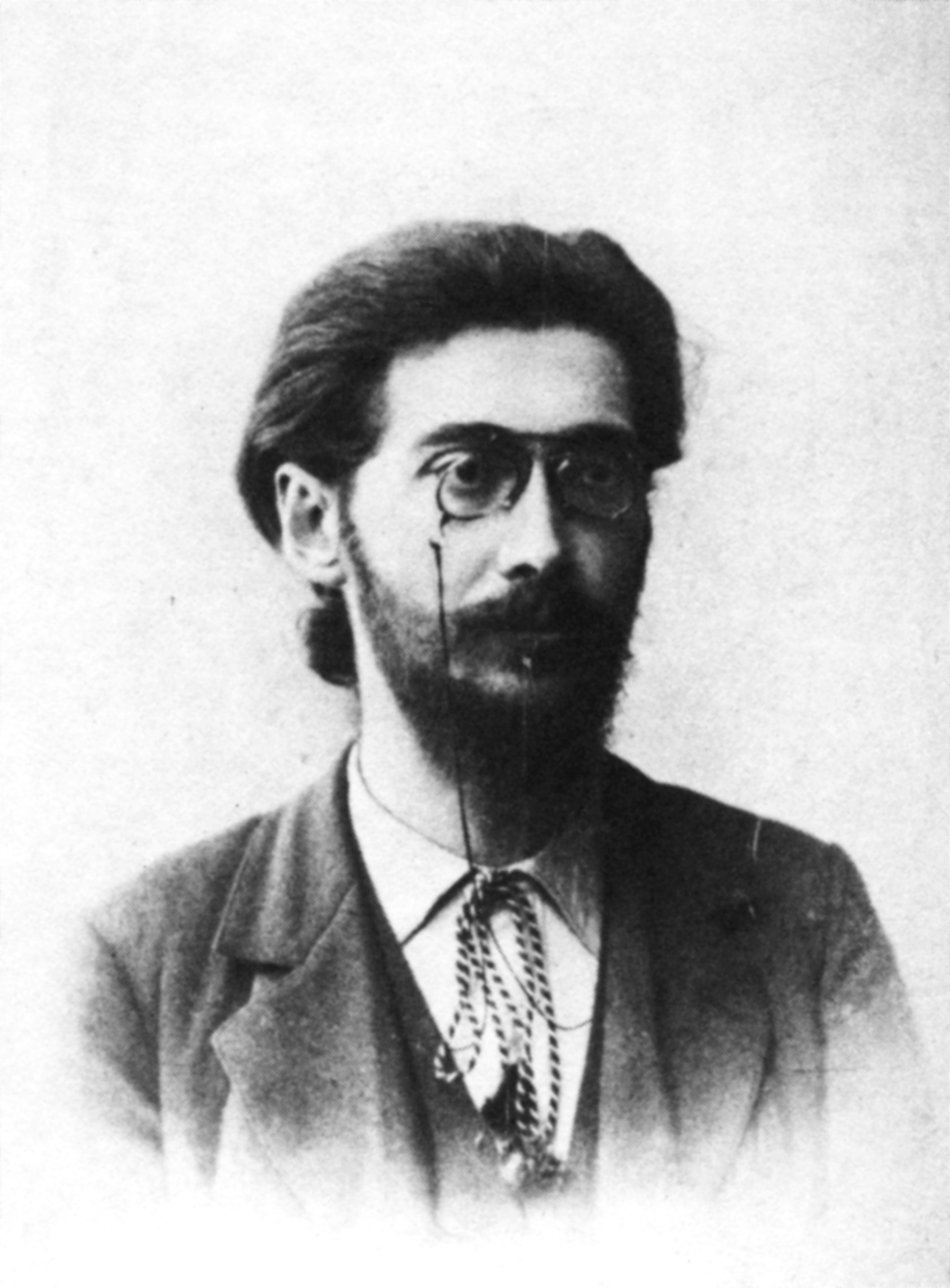
Gustav Landauer rond 1890

In het voorjaar van 1889 ontmoette hij voor het eerst in Berlijn zijn begunstiger en latere vriend voor jaren, de Duits-joodse schrijver en filosoof Fritz Mauthner. In Berlijn sloot hij zich in april 1891 aan bij de Freie Volksbühne en werd lid van de Friedrichshagener Dichterskring. In februari 1892 werd Landauer lid van de Vereniging van Onafhankelijke Socialisten, en tevens van het uitgeverscollectief van hun persorgaan De Socialist. Orgaan van de Onafhankelijke Socialisten. In dat tijdschrift publiceerde hij een reeks artikelen over kunstvraagstukken, maar ook kritische opmerkingen over politieke thema’s en over de economische opvattingen van Karl Marx en Eugen Dühring. In oktober van datzelfde jaar werd hij, samen met vrienden van de joodse literaire club di Yunge (De Jongen), die ook vaak werkzaam waren in de Vereniging van Onafhankelijke Socialisten, medeoprichter van het Nieuwe Vrije Volkstoneel. Eind 1892 huwde Gustav Landauer met de kleermaakster Margarethe Leuschner. In juli 1893 viel de Vereniging van Onafhankelijke Socialisten uiteen. Als leidende vertegenwoordiger van de anarchistische vleugel van de vereniging beëindigde Landauer in juli van datzelfde jaar zijn medewerking aan het tijdschrift De Socialist, waarvan het laatste nummer in januari 1895 verscheen.
Op het Internationale Socialistische Arbeiderscongres van de Tweede Internationale in Zürich verdedigde Landauer in augustus 1893, als afgevaardigde van de Berlijnse anarchisten, het “anarchistische socialisme”. Het Congres, waaraan 411 afgevaardigden uit 20 landen deelnamen, nam tegen de anarchistische minderheid een resolutie aan, waarin men zich uitsprak voor deelname aan verkiezingen en politieke activiteiten in de parlementen. De anarchisten werden geroyeerd uit de IIe Internationale.

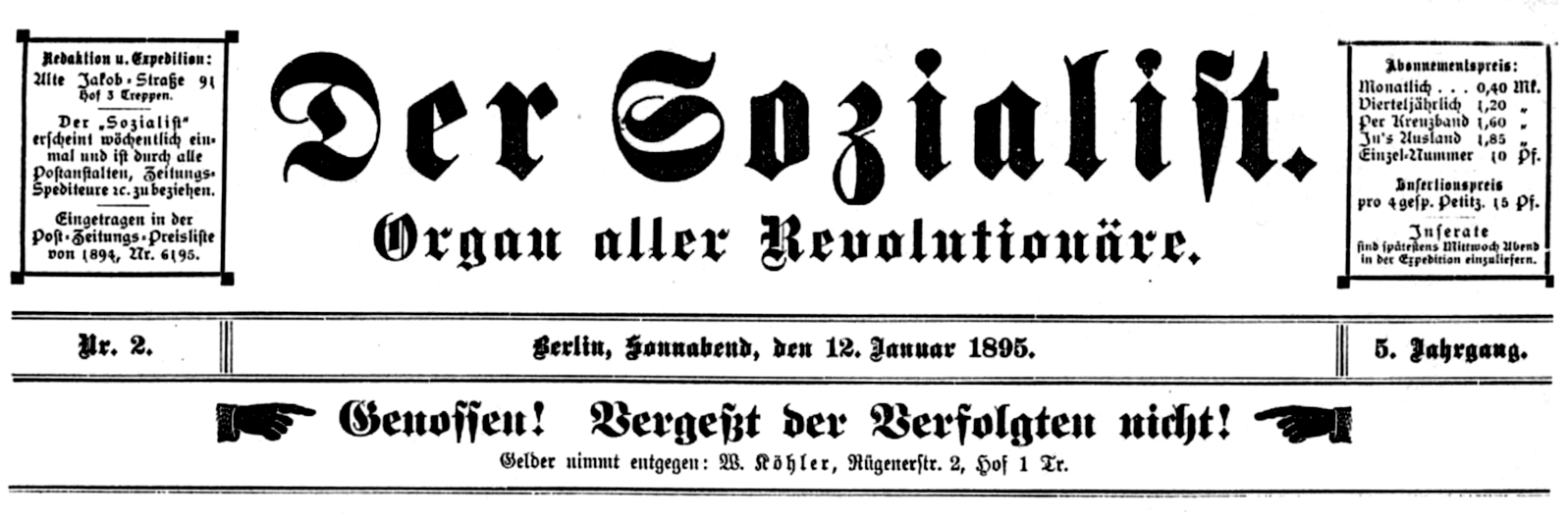
De Socialist van 12 januari 1895

In oktober 1893 werd Landauer voor het eerst gearresteerd en tot twee maanden gevangenisstraf veroordeeld wegens “Het oproepen tot ongehoorzaamheid aan het staatsgezag”, wat in december verlengd werd tot negen maanden. De gevangenisstraf zat hij uit in de gevangenis van Sorau. In 1895 mislukte de poging van Landauer om in Zwitserland een bestaan op te bouwen. Hij keerde terug naar Berlijn, waar hij onder zeer bescheiden materiële omstandigheden zijn leven voortzette in een kring van kunstenaars, schrijvers, acteurs en critici. Tussen 1895 en 1899 gaf hij in Berlijn opnieuw een tijdschrift uit onder de titel De Socialist. Orgaan voor Anarchisme-Socialisme.

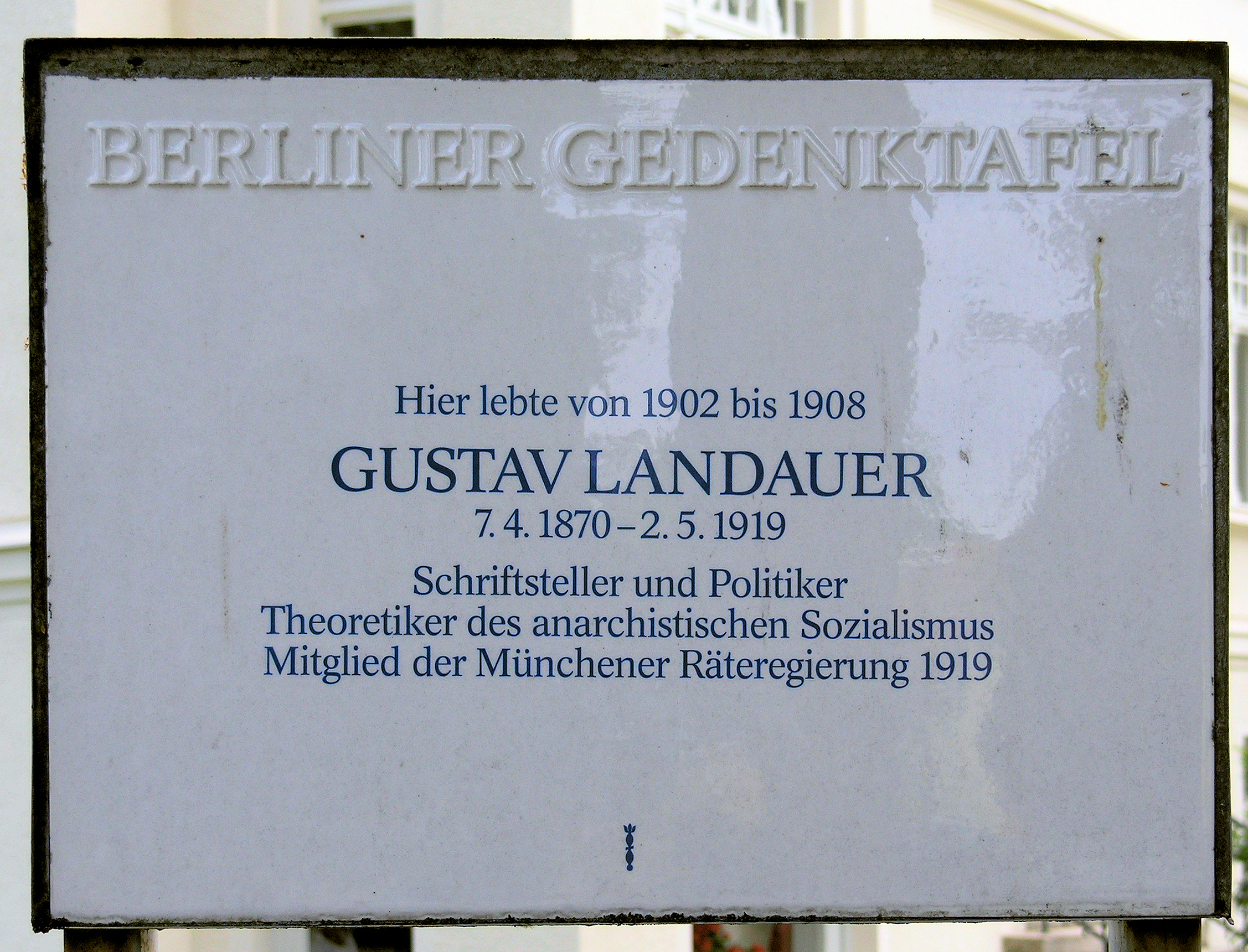
Gedenkplaat aan het huis aan de Schloßstraße 17, Berlijn-Hermsdorf

In 1899 ontmoette Landauer zijn latere tweede echtgenote, de in 1865 geboren dichteres en taallerares Hedwig Lachmann. In september 1899 vertrokken ze samen voor een verblijf van geruime tijd in Engeland, waar Landauer een nauw vriendschappelijk contact met de Russische anarchist Peter Kropotkin onderhield. Daar werd ook de dochter van Lachmann en Landauer, Gudula geboren. In 1902 keerden beiden terug naar Berlijn. In 1903 scheidde Landauer van zijn eerste vrouw, om in datzelfde jaar te trouwen met Hedwig Lachmann. In 1906 werd hun tweede dochter Brigitte geboren. Van 1909–1915 gaf hij in Berlijn het tijdschrift De Socialist uit, dat het orgaan werd van de in 1908 door Landauer opgerichte Socialistische Bond. Tot de eerste leden behoorden Erich Mühsam, Margarethe Faas-Hardegger en Martin Buber. Als politieke organisatie bleef de bond onbelangrijk.
Zelf schreef Landauer in die periode 115 artikelen voor het tijdschrift, over kunst, literatuur en filosofie, maar ook over kwesties van de actuele politiek. In dat tijdschrift publiceerde Landauer ook uitgebreid eigen vertalingen van teksten van de Franse filosoof en anarchistische theoreticus Proudhon. Een verscherping van de censuur leidde tot opheffing van het tijdschrift. In 1914 liet Landauer zich niet meeslepen door het algemene enthousiasme voor de Eerste Wereldoorlog, maar bestreed die vanuit een anarchistisch en pacifistisch standpunt. De toenemende materiële nood tijdens de oorlog noodzaakte Landauer en zijn gezin Berlijn te verlaten en zich te vestigen in Krumbach, in de buurt van Ulm. Daar overleed op 21 februari 1918 Hedwig Lachmann aan een longontsteking. Haar overlijden schokte Landauer diep.
Meteen na de oorlog en tijdens het begin van de Novemberrevolutie nodigde Kurt Eisner Landauer in een brief van 14 november 1918 uit deel te nemen aan de revolutie in Beieren: “Wat ik van jou zou willen, is dat jij je redenaarstalent in dienst stelt van de verandering der zielen.” Na de moord op Eisner door de republieksvijandige en extreem nationalistische Anton von Arco auf Valley op 21 februari 1919, namen de discussies toe over de vraag of er in de nieuwe Beierse republiek een radensysteem of een parlementair systeem moest komen. Toen op 7 april 1919 de Münchense Radenrepubliek werd uitgeroepen, tegen de gekozen regering van minister-president Johannes Hoffmann (SPD), kreeg Landauer de post van gevolmachtigde voor de volksvoorlichting. Zijn eerste en enige maatregel was het verbod op geschiedenisonderricht aan de Beierse scholen. De Radenregering werd aanvankelijk gedomineerd door onafhankelijke socialisten en pacifisten als Ernst Toller en Silvio Gesell of anarchisten als Erich Mühsam en Landauer zelf. Drie dagen na de machtsovername van de radenregering door KPD-functionarissen Eugen Leviné en Max Levien maakte Landauer, teleurgesteld door hun politiek, op 16 april 1919 zijn terugtreden bekend uit al zijn politieke functies en ambten in de radenrepubliek. Na het gewelddadige neerslaan van de Münchener Radenrepubliek, door het Rijksleger en de vrijkorpsen, werd Landauer op 1 mei 1919 in München gearresteerd en een dag later in het Tuchthuis Stadelheim door soldaten vermoord.
Landauer werd gecremeerd en bijgezet op het Waldfriedhof in München. Na de machtsgreep van 1933 vernielden de nationaalsocialisten het in 1925 opgerichte Gustav-Landauer-Gedenkteken, stuurden zijn stoffelijke resten naar de joodse gemeente van München en vergezelden die heel cynisch van een rekening. Sindsdien rust hij samen met Kurt Eisner in een gezamenlijk graf op het Nieuwe Israëlitische Kerkhof.
Hij is de grootvader van de Amerikaanse filmregisseur Mike Nichols (1931-2014).

## Metafysica en religie
Bij de metafysica, respectievelijk religie, moet bij Landauer een onderscheid gemaakt worden tussen zijn periode tot 1900 en de tijd daarna. Tot 1900 vertegenwoordigde Landauer in zijn verhandeling “Christendom en Anarchisme” (dat in 1895 verscheen in De Socialist) een standpunt dat de religie afwees. Vooral de monotheïstische religies (christendom, jodendom en islam) wees Landauer af op grond van het feit dat hij elke openbaring loochende. Dat bleek ook uit een tekst uit 1895 “Over de Ontwikkelingsgeschiedenis van het Individu”, waarin Landauer zich vooral uitspreekt ten gunste van Boeddha. Zijn hoogachting voor Boeddha baseerde hij op het feit, dat deze argumenten voor zijn beweringen leverde, terwijl alle andere godsdienststichters dat niet deden. Hij (Boeddha) gelooft dat hij onder het mystiek-symbolische gewaad van de leer der zielsverhuizing de diepe “kern der waarheid” heeft ontdekt en dat hij nu zonder dat gewaad de waarheid kan formuleren. Tot 1903 wees Landauer de religieuze begrippen (God, onsterfelijkheid, openbaring enz.) eenduidig af. Daartegenover stelt hij dan de eis tot rationaliteit en verheldering.
In de verhandeling “Scepsis en Mystiek”, die in 1903 is verschenen, blijkt sprake te zijn van een ommekeer in het denken van Landauer naar de mystiek. In datzelfde jaar verschijnt ook Landauers vertaling in het Duits van “De Mystieke Geschriften van Meester Eckehart.” Landauer staat dan echter nog steeds sceptisch ten opzichte van het godsbegrip van Meester Eckehart, want in plaats van over God, spreekt hij overwegend over de wereld, het wereld-ik of de wereldgeest. Het goddelijke Ene van Meester Eckehart wordt door hem vanuit het wezen en de gelukzaligheid van de natuur beschouwd. Vandaar dat er voor Landauer beslist argumenten aanwezig zijn om over pantheïsme te spreken. Landauer heeft, naast Meester Eckehart en de andere neoplatonici, vooral waardering voor Spinoza. Hij heeft ook Meester Eckehart vaak abusievelijk als pantheïst beschouwd. Bij Eckehart is echter het begrip “panentheïsme” (alle dingen zijn ín God, maar God overstijgt alle dingen en valt er derhalve niet mee samen) meer op zijn plaats. Landauers visie op de religie, in de jaren dat hij zich op de mystiek richtte, is als volgt te karakteriseren: de concrete verschijningsvorm van het “kerkelijke christendom” ziet hij nog steeds als iets negatiefs. Tot de door Landauer afgewezen figuren behoren ook “geestelijken en filosofieprofessoren”, priesters en grondvesters van filosofische systemen, die zich “al snel bij iets positiefs kunnen neerleggen”. Met sympathie beziet Landauer diegenen, “die hartstochtelijk naar rust verlangden, maar die door niets tot rust konden komen: de ketters, sektariërs en mystici”. In “Scepsis en Mystiek” noemt Landauer onder anderen Dionysius Areopagita, Johannes Scotus Eriugena, Meester Eckehart, Giovanni Pico della Mirandola, Jakob Böhme, Angelus Silesius en Alfred Mombert. Volgens hem is hun gemeenschappelijk kenmerk, dat zij intellectueel geen begrippen en begripssystemen als juist erkennen en daarom tegen de bestaande godsdienstige gemeenschappen zijn. Voor deze denkers is de zintuiglijke wereld slechts iets figuurlijks en zij zouden, door zich af te zonderen, proberen hun Ik met de wereld te verenigen. Zijn achting voor de mystiek maakt het vervolgens voor Landauer mogelijk om een positief verband te leggen met Christus. Hij interpreteert Christus als "Symbool voor de Godwording van de mens”. Godwording betekent voor Landauer het opgaan van het Ik in de wereld, en juist dat heeft Christus laten zien.
Toen hij 22 was brak Landauer met de joodse cultusgemeenschap. Bij het begin van de 20e eeuw identificeert Landauer zich, zoals gezien, eerder met de christelijke mystieke traditie dan met het jodendom. Rond 1907 richt Landauer zich echter weer bewust op de joodse traditie. Bij deze ommekeer zijn vooral ook de religieuze tradities betrokken. Toen in 1913 de joodse studentenvereniging in Praag „Bar Kochba“ een boek publiceerde met de titel Over het Jodendom, bevatte dat een aanzienlijke bijdrage van Landauer onder de titel Zijn dit Ketterse Gedachten? Daarin beschrijft hij het bezig zijn met het jodendom als een verrijking, en als een verheffing en versterking van zijn eigen bestaan. Een belangrijke impuls voor zijn hernieuwde aandacht voor zijn “oude” religie kreeg Landauer van Martin Buber, die zeer goed bevriend was met Landauer. Ook Martin Buber hield zich rond het begin van de eeuw bezig met de christelijke mystiek. Naast de christelijke mystiek richt Landauer vanaf die tijd steeds weer zijn aandacht op de “chassidische mystiek.” Na de dood van Landauer publiceerde Buber Landauers artikel over literaire thema’s onder de titel De wordende Mens (1921), zijn bijdrage ter verrijking van het socialisme onder de titel Beginners (1924), en zijn brieven als Gustav Landauer, zijn levensloop in brieven (1929).
Interessant zijn ook de begrippen tijd en eeuwigheid bij Landauer, in het geschrift Scepsis en Mystiek. Eckehart en het neoplatonisme van de christelijke en heidense traditie (Plotinus, Augustinus, Dionysius Areopagita, Scotus Eriugena, Bonaventura enz.) definiëren de eeuwigheid niet als een eeuwig uitgerekte tijdsspanne, maar eerder als op elk moment van de tijd aanwezig. Ze omvat met andere woorden de tijd als geheel en transcendenteert die tegelijkertijd. Een “afgescheiden” mens, die zich kan vrijmaken van de tijd, ervaart de eeuwigheid door een “mystiek aanschouwen” (Plotinus). Voor Landauer is de eeuwigheid tegelijkertijd een eeuwig verloop in de tijd alsook de bron van de tijdelijke ontwikkelingsstroom. Het idee van verleden en toekomst is volgens hem een “vervalsing van de ruimte”, omdat pas door het overdragen van het idee ruimte gesuggereerd wordt dat wij ons op een punt bevinden, vanwaar wij terug en naar voren kunnen zien. De uitspraak dat de eeuwigheid enerzijds een eeuwig verlopen in de tijd is en anderzijds de bron van de tijd, lijkt tegenstrijdig. Van belang daarbij is dat voor Landauer de eeuwigheid dan wel aan het verloop van de tijd gebonden blijft, maar de eeuwige vernieuwing wordt een constante, waardoor dan in het “eeuwige heden” volstrekt “tijdelijke kwaliteitsverschillen” verschijnen. Op dezelfde manier spreken ook de neoplatonici (Meester Eckehart) over een verloop in de tijd, die omvat wordt door de eeuwigheid, maar tegelijkertijd de bron van de tijd is. De eeuwigheid kan daarom door de “mystieke beschouwing” (Plotinus) in de tijd worden ervaren. De sleutel daartoe is zowel voor Meester Eckehart als voor Gustav Landauer de zogenaamde “afgescheidenheid”.

## Mystieke antropologie
Mystieke antropologie gaat ervan uit dat in de mens een goddelijke vonk of “ongeschapen zielsgrond” (Meester Eckehart) aanwezig is, die het eigenlijke menselijke wezen uitmaakt en tegelijkertijd verenigd is met God. In de Bijbel wordt dat verwoord als: “De mens is het evenbeeld van God.” Voor de bestemming, die het eigenlijke wezen van de mens is, beroept Landauer zich expliciet op Meester Eckehart. Daarom is volgens Landauer ons “individuele,” dat stevig “op zichzelf staat” en zich diep “in zichzelf terugtrekt” – tegelijkertijd “ons algemeenste,” namelijk datgene wat ons met de gezamenlijke al-ene wereld verbindt en tot de eenheid daarmee leidt. Landauer zegt in Scepsis en Mystiek (1978, pag. 17) het volgende:

Hoe dieper ik in mijzelf terugkeer, hoe meer ik deelachtig wordt aan de wereld.

Het volledig verzinken in het eigen Ik, betekent voor Landauer het deelnemen aan de wereld. In het Neoplatonisme, b.v. bij Meester Eckehart, voert de “inkeer tot jezelf” uiteindelijk tot kennis of “aanschouwing van God.” Een verder onderscheid bij de mystieke antropologie, dat voorkomt bij Landauer en Meester Eckehart, is het begrip “overerving,” dat door Landauer wordt gepropageerd. Het individu is voor Landauer het resultaat van een lange keten van voorouders, die allemaal nog aanwezig zijn, doordat ze “heerschappij” over het individu uitoefenen. Zo zou b.v. het rechtoplopen de zichtbare uitdrukking zijn van de “heerschappij” van de eerste mensen over ons. Die overerving leidt ons dan via onze menselijke en dierlijke voorouders steeds verder terug tot aan de anorganische wereld. De gedachte wordt in Scepsis en Mystiek bekrachtigd door de al eerder genoemde mystieke gedachte, dat de mens de hele wereld in zich draagt. Daardoor zijn onze gezamenlijke voorouders in ons aanwezig. Vervolgens legt Landauer ook nog een verband tussen de begrippen mensheid en menselijke natuur (die hij daarbovenuit als goddelijk definieert).
Tegenover het menselijke individu wordt door hem natuurlijk de wereld benadrukt. Het menselijke individu is op zijn beurt weer ondergeschikt aan de menselijke soort. De individualisering van de mens volgt echter uit de “wereldwil” en niet uit de wil van het individu of van de soort. In 1895 vertegenwoordigde Landauer nog het standpunt dat de individuen ontstaan uit de “wil der soort.” In die tijd beweerde hij ook dat iemand, die uit de massa als eigenaar en zelfstandige tevoorschijn was gekomen, een des te grotere invloed op de mensheid zou kunnen uitoefenen. In Scepsis en Mystiek schrijft hij echter dat de wereld de individuen heeft moeten afzonderen, zodat zij in hen kan oplichten en verschijnen. Want: “De wereld wil worden.” Tot 1900 was Landauer er ook van uitgegaan dat het individu zich moest verwerkelijken, om het oerbeeld van de voortschrijdende mensheid recht te laten wedervaren. Vanaf 1900 kan bij hem het menselijke wezen elk moment “met de wereld samenvallen”, dat wil zeggen dat de mens zich te allen tijde kan verwerkelijken. De utopie wordt dus verschoven van de toekomst naar het mystiek ervaarbare “eeuwige nu”. Het socialisme (anarchisme) hangt daardoor voortaan niet meer af van een bepaald ontwikkelingsstadium van de mensheid.
Voor Landauer is de afzondering noodzakelijk om door te stoten tot de soort mens en vervolgens tot “gemeenschap met de wereld”. In Scepsis en Mystiek zegt Landauer daarover:
“Hoe steviger het individu op zichzelf staat, hoe dieper het in zichzelf terugtrekt, hoe meer het zich afzondert van de invloeden van de wereld, des te meer ervaart het zich als samenvallend met de wereld van het verleden, met wat hij van huis uit is.” Met “van huis uit” bedoelt Landauer de menselijke gemeenschap, die machtiger, edeler en wezenlijk ouder is dan de povere invloeden vanuit staat en maatschappij.
Het zich afzonderen van de individuen heeft natuurlijk niet alleen consequenties voor hen zelf, maar leidt ook de “afgezonderde individuen” door die “afzondering” weer terug naar het een-zijn met de wereld.

## Politieke filosofie: Ethisch anarchisme
Uit de hierboven beschreven filosofische bronnen en werken ontwikkelde Landauer een anarchisme dat niet individualistisch was. Al in de jaren negentig van de 19e eeuw kwam Landauer uit voor het anarchisme. Hij was in die tijd vooral bevlogen door de individualistische ideeën van Stirner. Landauer wilde echter niet stil blijven staan bij het extreem individualistische standpunt van Stirner, maar tot een nieuwe gemeenschap, eenheid en samenleving komen. Zijn “sociale anarchisme” beschreef een vereniging van individuen op vrijwillige basis en wel in kleine socialistische gemeenschappen, die zich vervolgens vrij zouden samenvoegen. Het doel was voor Landauer altijd “de bevrijding van bevoogding door staat, kerk en andere maatschappelijke factoren", de zoektocht naar een mogelijkheid tot ontplooiing van de afzonderlijke mens in de, naar zijn mening, alleen zingevende samenhang met de gemeenschap. Het woord anarchisme komt van het Griekse ἀν- (an = zonder) + ἄρχή (archê = macht, heerschappij). Anarchie betekent dus ‘geen heerschappij.’ Het afwijzen van de staat hebben alle anarchistische stromingen met elkaar gemeen. Veel anarchisten wijzen ook burgerlijke instellingen en zedelijke ideeën volstrekt af (kerk, huwelijk, gezin, enz.), waarbij dat “afwijzen” steeds op vrijwillige basis moet geschieden, omdat anarchie juist vrij van elke dwang is. Landauer keerde zich ook tegen de marxisten en sociaaldemocraten, die hij verweet dat ze alleen maar een nieuwe “dwangstaat” wilden oprichten. Voor Landauer was het anarchisme voornamelijk een geestelijke beweging met een bijna religieus karakter. In tegenstelling tot de anarchisten wees Landauer ook het huwelijk niet af; in zijn systeem was het huwelijk juist een grondpijler van de gemeenschap. Het “ware anarchisme” moest blijken uit de “innerlijke afgescheidenheid” van de individuen.
Hier nogmaals kort samengevat de belangrijkste punten van het anarchisme van Landauer:
1. Anarchisme is afwezigheid van dwang (heerschappij, hiërarchie en dwanginstellingen).
2. Anarchisme wordt vanzelfsprekend niet (onjuist) opgevat als terrorisme. Dat wil zeggen dat het erom gaat dat het anarchisme geweldloos bereikt moet worden.
3. Anarchisme kan niet louter egoïstisch individualisme zijn; het gaat er juist om je daarvan te bevrijden. Het houdt de ontwikkeling in tot een onafhankelijk en zelfstandig individu, dat zich vrijwillig aaneensluit tot solidaire gemeenschappen. Voorwaarde voor die onafhankelijkheid, resp. zelfstandigheid, is weer de “afzondering”, die tot de “eenheid met de wereld” leidt. Volgens Landauer was daarvoor een wezenlijke verandering van de mens noodzakelijk of in ieder geval een ommekeer van de hele mens, zodat uiteindelijk de innerlijke overtuiging iets geleefds wordt, dat dan ook tevoorschijn komt. Het ging dus om een “anarchisme van de daad” en niet alleen maar om een “theoretisch anarchisme”.

## Filosofie van geld en economie
In de Oproep tot socialisme noemt Landauer drie punten die bepalend zijn voor de maatschappelijke “slavernij” van het moderne kapitalisme (zoals hij dat noemt):
Het eerste probleem waar hij op wijst, is het grondbezit. Daaruit komt volgens Landauer “de vragende en afhankelijke houding van de bezitlozen” voort. Iemand die eigen grond bezit kan de “bezitloze” die grond onthouden. De bezitloze heeft echter die grond nodig voor direct of indirect gebruik, en daaruit komt die afhankelijkheid voort. Uit het grondbezit en het daarmee verbonden geen-grond-bezitten, ontspruiten volgens Landauer slavernij, horigheid, tol, pacht, accijns en het proletariaat.
De oplossing van dit probleem bestaat heel eenvoudig uit het afschaffen van het eigendom van grond en land. Daarom denkt Landauer in Oproep tot socialisme:
“Ook het opheffen van het eigendom zal in wezen een verandering van onze geest moeten betekenen; uit deze wedergeboorte zal dan een alzijdige nieuwe verdeling van het bezit voortkomen; in samenhang met deze nieuwe verdeling zal de wil ontstaan om het land in de toekomst in bepaalde of onbepaalde tussenpozen steeds weer opnieuw te verdelen.”
De rechtvaardigheid hangt daarbij natuurlijk af van een innerlijke geestelijke gesteldheid van de mensen. Voor de eerlijke verdeling van grond en land heeft Landauer ook geen goedkeuring van de wet nodig, want de geest der mensen erkent “vrijwillig” wat een eerlijke verdeling van de grond is.
Het tweede euvel dat Landauer benadrukt is het overwicht van geld als ruilmiddel, ten opzichte van goederen. Goederen verliezen door het gebruik hun waarde na een bepaalde tijdelijke duur. Geld bekleedt de rampzalige uitzonderingspositie dat het alleen bij de ruil betrokken is en niet bij het gebruik. Als er dus een echte ruileconomie zou bestaan, kan het geld dat er dan is één eigenschap niet hebben, dat ons geld wel heeft, namelijk een “absolute waarde”. Ook belastingen beschouwt Landauer over het algemeen als schadelijk, omdat die een doorlopende economische groei creëren. Het grootste kwaad van het huidige geld is echter dat het niet verbruikt kan worden, in tegenstelling tot goederen. In de vrije ruileconomie, die Landauer voor ogen staat, moet het geld in zoverre ten opzichte van andere goederen gelijk worden, dat het ook het dubbele karakter van ruil en verbruik moet dragen. Landauer baseert zich daarbij vooral op de voorstellen van de econoom Silvio Gesell. Hij zegt (in Oproep tot Socialisme):
“De ideeën van Silvio Gesell zijn zeer belangrijk, omdat hij namelijk voorstelt om een soort geld te bedenken dat niet, zoals thans, met de jaren aan waarde wint, maar juist omgekeerd van begin af aan steeds meer aan waarde verliest, zodat iemand die door het weggeven van een product in het bezit van het ruilmiddel is gekomen, een nadrukkelijke behoefte zal hebben om het zo snel mogelijk weer tegen een product om te ruilen en zo steeds verder.”
Silvio Gesell is volgens Landauer een van de heel weinigen, die iets van Pierre-Joseph Proudhon geleerd heeft. Bij de productie en het verkrijgen van het ruilmiddel geldt dan geen andere behoefte meer dan het consumeren. Dat idee komt van Proudhon, die leerde dat de snelle omloop van geld blijmoedigheid en levendigheid in het persoonlijke leven brengt, terwijl stagnatie op de markt en het vasthouden van het geld ook het persoonlijke leven doet stagneren.
Het voorstel dat Gesell deed over de hervorming van het geld zag er als volgt uit: in plaats van het tot nu toe gebruikte geld moet het zogenaamde “vrije geld” ingevoerd worden. Geld wordt uitgegeven in de vorm van papieren briefjes en parallel daaraan worden kleingeldzegeltjes uitgegeven, die net als postzegels afgescheurd kunnen worden. Deze zegeltjes dienen om het geld te ontwaarden, doordat het geld elke week een duizendste minder waard wordt. De bezitter van een briefje moet daar elke week een zegeltje opplakken, dat aangeeft dat het biljet een duizendste minder waard is. Daardoor wordt de eigenaar van het biljet (het geld) ertoe gebracht om zijn geld sneller uit te geven. Het muntgeld moet afgeschaft worden en in plaats van de rijksbank komt er een rijksvalutadienst, die belast is met zowel het geldverkeer als de uitgifte en regulering van de hoeveelheid geld. De rijksvalutadienst haalt ook aan het eind van het jaar alle geldpapieren uit omloop en voert nieuwe in. Dat idee van Gesell werd door Landauer ten volle ondersteund.
Het derde hoofdpunt van de “slavernij”, waar Landauer het over heeft, is de meerwaarde. Waarde betekent op de eerste plaats een vordering op iemand te hebben. Hiermee wordt dus de economische en niet een ethische waarde bedoeld. Het woord waarde houdt de eis in dat de prijs gelijk moet zijn aan de materiële waarde op dat moment. De prijs op een bepaald moment is in de regel veel hoger dan de som van de lonen, die voor het product aangewend moeten worden, omdat de mens elk voordeel wil benutten, niet alleen dat van het eigendom, maar ook van de zeldzaamheid van een verlangd product of de onwetendheid van de consument. De arbeid kan dus met haar loon in ieder geval niet alles kopen, wat ze zelf heeft vervaardigd, zodat een aanzienlijk gedeelte van de koopkracht voor de winst overblijft.
Landauer levert in Oproep tot socialisme kritiek op het Marxisme op de volgende manier:
“Hier gaat het erom om er op te wijzen dat het eenzijdig benadrukken van de loonkwestie van de kant van de arbeiders en hun vakbonden in verband staat met de onjuiste opvatting van de meerwaarde van de kant van de marxisten. Wij hebben eerder al gezien dat loon en prijs elkaar wederzijds bepalen; wij hebben er nu op gewezen dat het een volstrekt onjuiste opvatting is, volgens welke de zogenaamde meerwaarde een absolute grootheid zou zijn, die bij de ondernemers zou ontstaan en vandaar naar de andere kapitalistische categorieën zou afvloeien.”
Die analytische vergissingen werden echter slechts door een paar simplistische marxisten begaan. Waar Landauer kritiek op had was al door Marx zelf als kapitaalfetisjisme onderkend (de productiefactor van de arbeid verschijnt als productiefactor van het kapitaal, omdat dat pas de verschillende werkzaamheden tot een productief proces kan samenbreien).
Voor Landauer bestaat de waarheid in het feit – waarbij het in de buurt komt van de eindconclusie van Marx – dat aan de arbeid alle winst wordt onttrokken. In wezen bestaat er geen productiviteit van het eigendom en geen productiviteit van het kapitaal, maar slechts productiviteit van de arbeid.
Daarnaast maken de marxisten zich volgens Landauer schuldig aan een zeer basale vergissing, namelijk dat het zijn het bewustzijn zou bepalen en niet omgekeerd.

## Citaten
Het komt er nu op aan om nog een ander soort offers te brengen, geen heldhaftige, maar stille, onopvallende offers, en daardoor een voorbeeld van het juiste leven te geven.
—  Landauer in Oproep tot Socialisme (1911) en het opschrift op zijn grafsteen (1925)

Anarchie is de uitdrukking voor de bevrijding van de mens van staatsafgoden, van kerkafgoden en van kapitaalafgoden; socialisme is de uitdrukking voor de ware, echte band tussen mensen, die echt is omdat ze voortkomt uit de individuele geest, omdat ze als het eeuwige gelijke en ene bloeit in de geest van de enkeling, als een levend idee, omdat ze als een vrij bondgenootschap tussen de mensen ontstaat.
—  Landauer in De Socialist 15 juli 1911, opnieuw afgedrukt in de verzamelbundel 'Ook het Verleden is Toekomst', p. 144 (1989)

Er komt geen vrijheid als men zichzelf niet de vrijheid en de eigen vorm permitteert; de toekomstige anarchie komt alleen tot stand als de mensen van nu anarchisten zíjn en niet alleen maar aanhangers van het anarchisme. Het is een groot verschil of ik aanhanger van het anarchisme of dat ik een anarchist bén. Aanhangers van een systeem kunnen voor de rest bekrompen en kleingeestige burgermannetjes zijn; er is een wezenlijke verandering of op zijn minst een ommekeer van de hele mens nodig, zodat eindelijk de innerlijke overtuiging iets geleefds wordt, dat tevoorschijn komt.
—  Landauer in "Reisimpressies", De Socialist, 1897

De wereld is zonder taal. Wie haar begrijpt, zal ook taalloos worden.
—  Landauer in Scepsis en Mystiek (1903)

Het wordt hoe langer hoe duidelijker voor de mensheid dat vrijheid en vrede tussen de landen alleen kunnen voortkomen - zoals bij Jezus en zijn leerlingen en in vooral onze tijd zoals door Tolstoj is geadviseerd - als men volledig afziet van alle vormen van geweld.
—  Landauer in een brief aan Martin Buber in 1914, aangehaald in Martin Buber's Life and Work. The Early Years 1878-1923, 1981

## Keuze uit zijn werk

### Als schrijver
- 1893: Der Todesprediger, roman (als pdf)
- 1901: Anarchistische Gedanken über Anarchismus, essay (e-tekst)
- 1903: Macht und Mächte , vertelling
- 1903: Skepsis und Mystik
- 1907: Die Revolution , essay, uitgave: Münster 2003 ISBN 3-89771-906-1
- 1911: Die Abschaffung des Krieges durch die Selbstbestimmung des Volkes. Fragen an die deutschen Arbeiter. (e-tekst)
- 1911: Aufruf zum Sozialismus. ISBN 3-926880-11-2 (e-tekst) Ned. vertaling: Oproep tot socialisme Vereniging Anarchistische Uitgeverij 1940. Vertaald door Maurits Mok, met een voorwoord van Henriëtte Roland Holst

### Als vertaler
- 1900: Octave Mirbeau: Schlechte Hirten . (Les Mauvais Bergers, 1897, toneelstuk)
- 1903: Meister Eckharts Mystieke Geschriften.
- 1904: Oscar Wilde: Der Sozialismus und die Seele des Menschen. (The Soul of Man under Socialism, 1889)
- 1904: Peter Kropotkin: Landwirtschaft, Industrie und Handwerk. (Ned. vertaling: Landbouw en industrie, hoofd- en handarbeid vereenigd, 1902)
- 1904: Peter Kropotkin: Gegenseitige Hilfe in der Entwicklung. (Ned. vertaling: Wederkeerig Dienstbetoon. Een factor der Evolutie, 1904. Wederzijdse hulp 2004)
- 1907: Oscar Wilde: Das Bildnis des Dorian Gray (Ned. vertaling: Het portret van Dorian Gray.)
- 1915: Rabindranath Tagore: Das Postamt. Der König in der dunklen Kammer. (Ned.: De koning van de Donkere Kamer, vert. H. Borel 1919)
- 1917: William Shakespeare: Hamlet.
- 1919: Briefe aus der Französischen Revolution, Herdruk Berlijn 1999
- 1919: Walt Whitman: Der Wundarzt. Briefe, Aufzeichnungen und Gedichte aus dem amerikanischen Sezessionskrieg.

### Verzamelbundel
Martin Buber (red.): Gustav Landauer - Sein Lebensgang in Briefen, 1929.
- Martin Buber (red.), Gustav Landauer: Der werdende Mensch. Aufsätze zur Literatur, Leipzig und Weimar, 1980.
- Gustav Landauer (red): Der Sozialist. Organ des Sozialistischen Bundes. Jaarg. 1-7 (1909–1915). Topos, Vaduz 1980.
- Siegbert Wolf (red.): Gustav Landauer. Auch die Vergangenheit ist Zukunft. Essays zum Anarchismus. Sammlung Luchterhand Frankfurt 1989.